# Pompilidae
Los pompílidos (Pompilidae) son una familia de himenópteros apócritos de la superfamilia Vespoidea, conocidos vulgarmente como avispas de las arañas. Se las llama así porque alimentan a sus larvas con arañas.
La mayoría cazan y paralizan a su presa con el veneno de su aguijón. Algunas especies simplemente depositan sus huevos en la araña después de paralizarla; otras arrastran a su presa hasta un nido donde la almacenan para alimentar a sus crías. Unas pocas especies, en la subfamilia Ceropalinae, son ectopárasitos o parasitoides. Depositan un huevo en una araña viva sin paralizarla; la larva se alimenta de la hemolinfa de su hospedador sin causarle la muerte hasta mucho más tarde.
La mayoría son de 15 a 25 mm de longitud; las hembras son más grandes que los machos. Son avispas solitarias, de patas largas. En general son negras pero algunas también tienen colores rojos, amarillos o blancos.
Es una familia cosmopolita con más de 5.000 especies agrupadas en cuatro subfamilias. En algunas regiones de Sudamérica se las conoce como marabunta o maribondo, si bien este nombre se da también a otros tipos de avispas.

## Imágenes

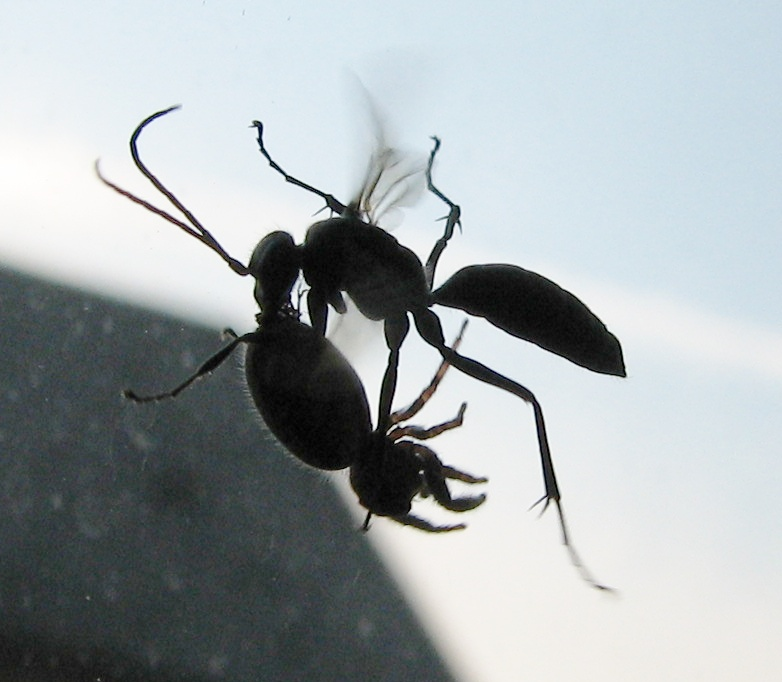
Avispa de las arañas con su presa.
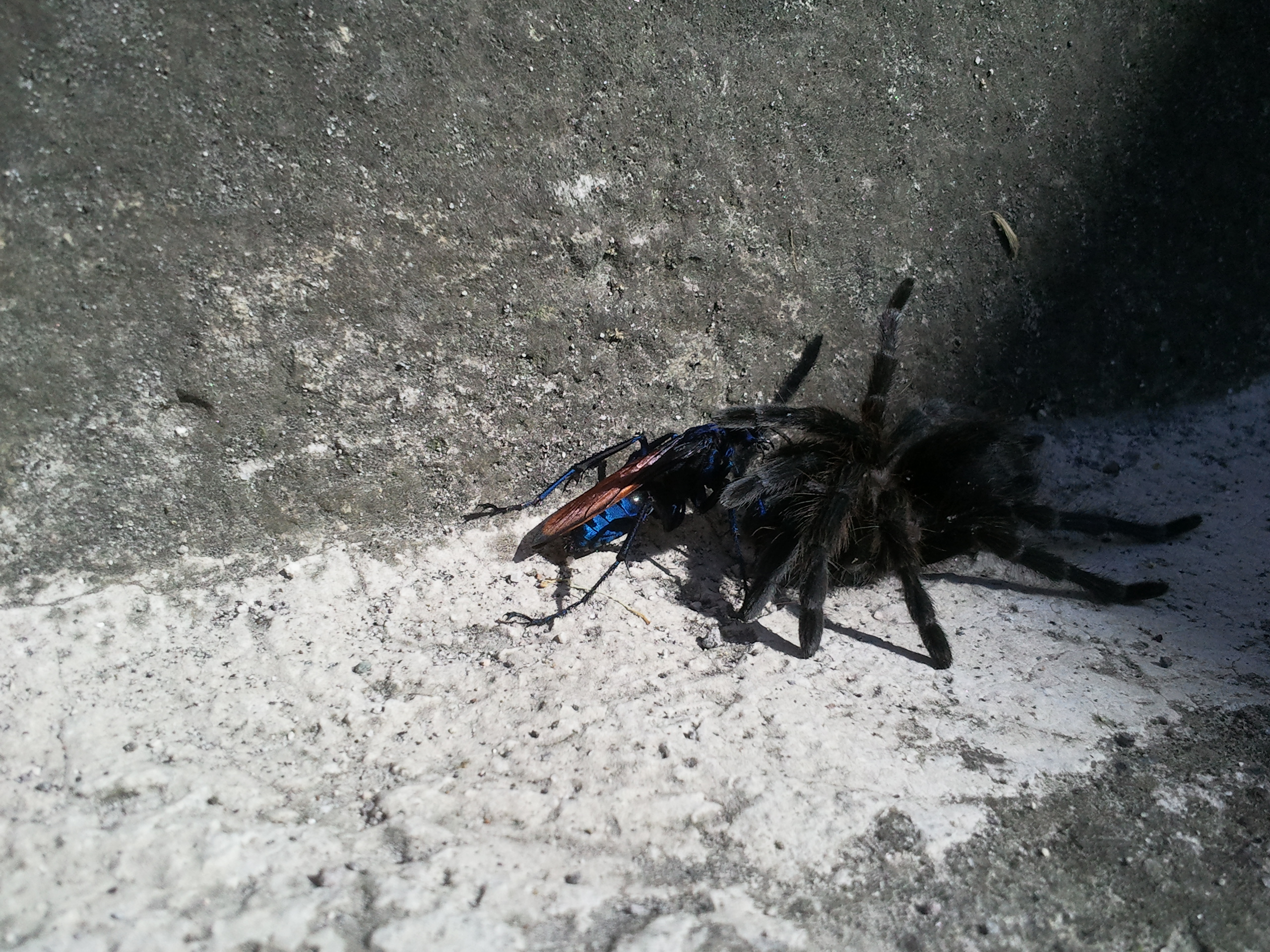
Pompilidae cazando una araña al menos 3 veces más grande; en Quito Ecuador
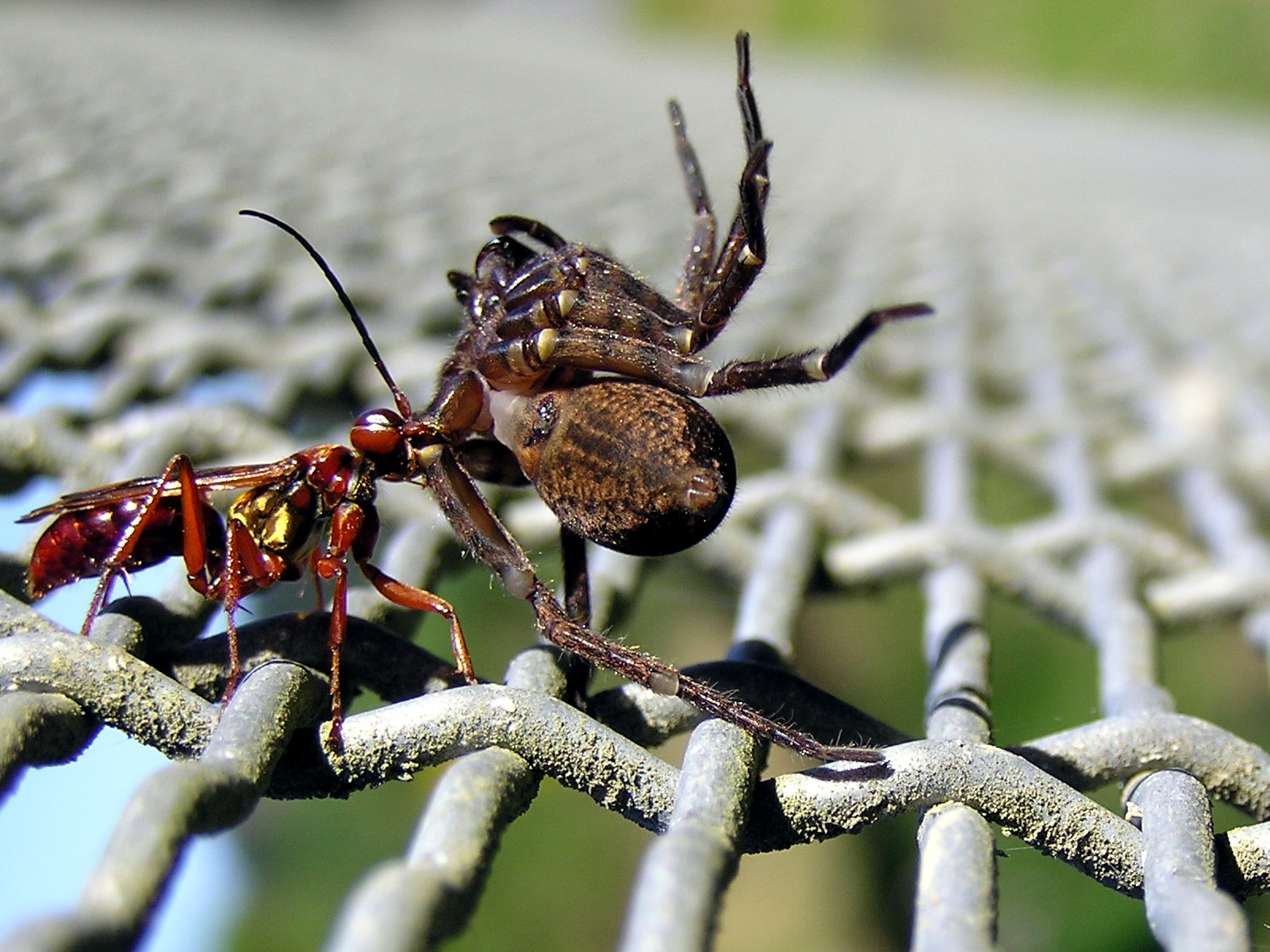
Avispa de las arañas arrastrando a su presa, Nueva Zelanda.
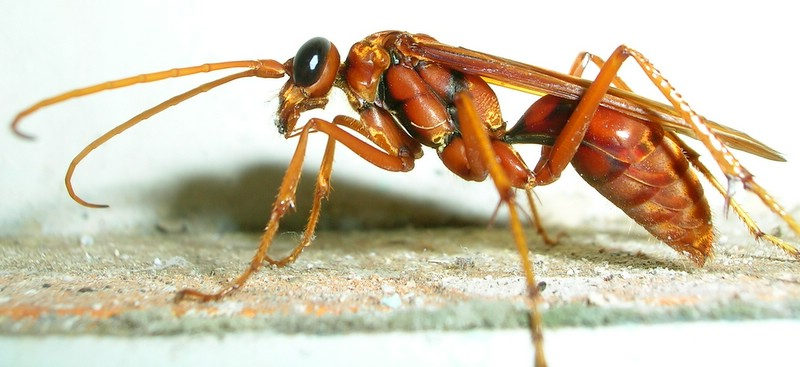
Pompílido del genero Tachypompilus.
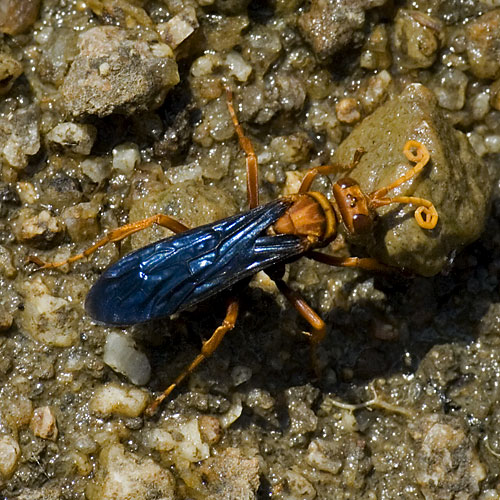
Pompílido de Bangalore, India
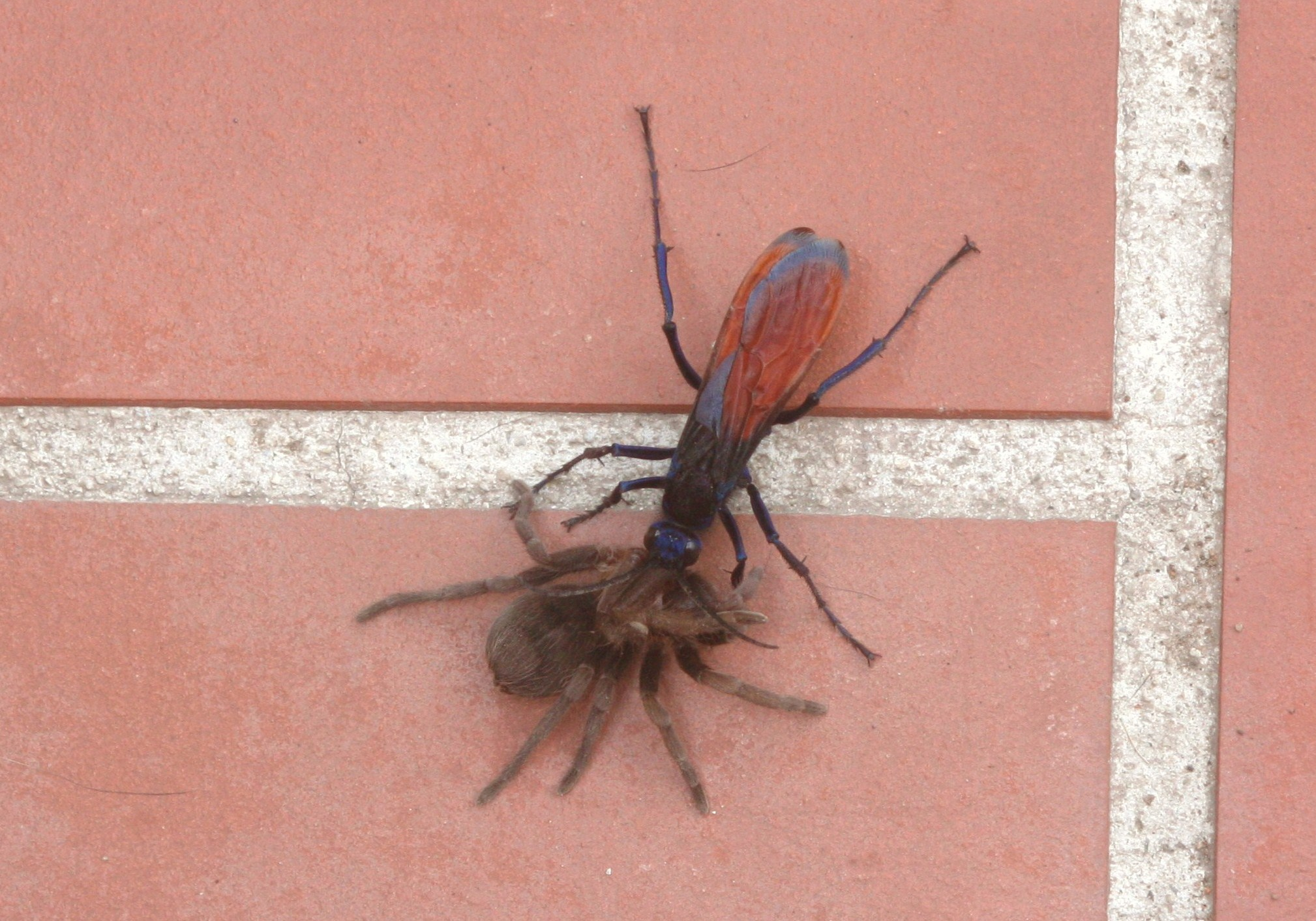
Avispa de las arañas de Quito, Ecuador
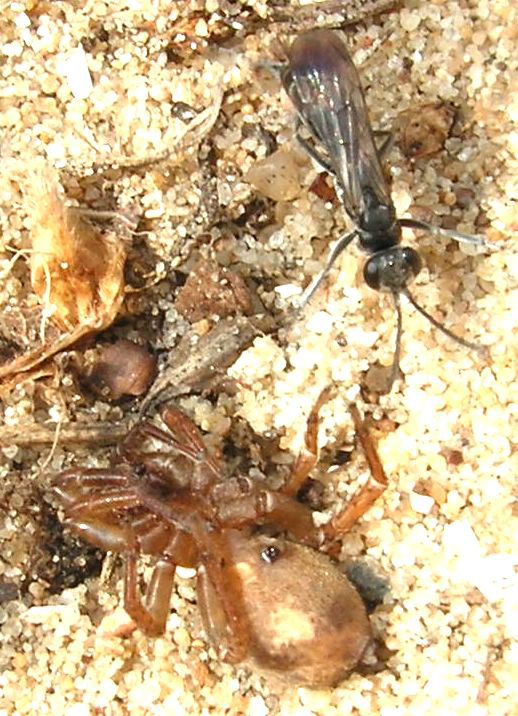
Avispa de las arañas con su presa.